# David Kunze
David Kunze (* 28. August 1998) ist ein deutscher Synchronsprecher.
Er ist der Sohn des Synchronsprechers Mathias Kunze und Bruder der Synchronsprecherin Sarah Kunze.

## Sprechrollen (Auswahl)
- 2009: Das Geheimnis von Kells (The Secret of Kells)
- 2010–2012: The Walking Dead (Fernsehserie)
- 2010: Du schon wieder (You Again)
- 2010: Kindsköpfe (Grown Ups)
- 2010: Let Me In
- 2010: Secretariat – Ein Pferd wird zur Legende (Secretariat)
- 2010: Umständlich verliebt (The Switch)
- 2010: Wie durch ein Wunder (Charlie St. Cloud)
- 2011: Chillerama
- 2011: Familientreffen mit Hindernissen (Le Skylab)
- 2011: Intruders
- 2011: Kill List
- 2011: Mr. Poppers Pinguine (Mr. Popper’s Penguins)
- 2011: X-Men: Erste Entscheidung (X-Men: First Class)
- 2012: Abraham Lincoln Vampirjäger (Abraham Lincoln: Vampire Hunter)
- 2012: Anna Karenina
- 2012: Die Hüter des Lichts (Rise of the Guardians)
- 2012: Meeting Evil
- 2012: Moonrise Kingdom
- 2012: ParaNorman
- 2012: Sinister
- 2012: Snow White and the Huntsman
- 2012: Ted
- 2012: The Amazing Spider-Man
- 2012: The Lucky One – Für immer der Deine (The Lucky One)
- 2013: 42 – Die wahre Geschichte einer Sportlegende (42)
- 2013: Kindsköpfe 2 (Grown Ups 2)
- 2014: Squatters
- 2015: Ein Adam kommt selten allein (Splitting Adam)
- 2016–2019: Lethal Weapon (Fernsehserie)
- 2016: Sing Street
- 2016: Bruno & Boots
- 2017: The Dinner
- 2017: Die Frau mit Vergangenheit (Le bel âge)
- 2019: Shazam!
- 2020: Die fantastische Reise des Dr. Dolittle (Dolittle)
- 2023: Teenage Mutant Ninja Turtles: Mutant Mayhem}}
- seit 2024: Die Abenteuer der Teenage Mutant Ninja Turtles (Tales of the Teenage Mutant Ninja Turtles, Fernsehserie)